# Stanislav Jungwirth
Pour les articles homonymes, voir Jungwirth.
Stanislav Jungwirth (né le 15 août 1930 à Prachatice et mort le 11 avril 1986 à Prague) est un athlète tchécoslovaque spécialiste du 1 500 mètres. Il est le frère de Tomáš Jungwirth et l'ami du grand fondeur Emil Zátopek qui força la main aux autorités tchécoslovaques pour qu'il puisse participer aux JO de 1952. Il fut détenteur du record du monde du 1 500 mètres avec 3 min 38 s 1 réalisés à Stara Boleslav le 12 juillet 1957, et du 1 000 mètres avec 2 min 21 s 2 réalisés au même endroit cinq ans plus tôt.

## Carrière

### Palmarès
| Date | Compétition           | Lieu      | Résultat | Performance  |
| ---- | --------------------- | --------- | -------- | ------------ |
| 1954 | Championnats d'Europe | Berne     | 3e       | 3 min 45 s 4 |
| 1956 | Jeux olympiques d'été | Melbourne | 6e       | 3 min 42 s 6 |

### Records
| Épreuve      | Performance  | Lieu           | Date            |
| ------------ | ------------ | -------------- | --------------- |
| 1 500 mètres | 3 min 38 s 1 | Stara Boleslav | 12 juillet 1957 |